# 深圳公交M376路
深圳公交M376路，是深圳市宝安区一条公共汽车线路，由福中福总站往來高新奇工业区，由深圳市西部公共汽车有限公司营运。

## 线路简介
- 深圳公交M376路由深圳市西部公共汽车有限公司营运。
- 该线路走向为福中福总站（在福中福公交站台上下客）—高新奇工业园，全长14.5公里，全线拥有18台车，车型为苏州金龙KLQ6920GE3和宇通客车ZK6926HGA空调巴士，全程行驶时间为52分钟。
- 服务时间：6:00-23:00。
- 班次间隔：10分钟一班（平峰期）8分钟一班（高峰期）

## 途经站点
- 去程：福中福 - 深业新岸线 - 西岸花园 - 宝安行政中心北 - 宝安行政中心东 - 宝安中心地铁站 - 丽晶国际 - 创业天虹商场 - 25区商业街 - 建安小学 - 北方工业区 - 北方公司 - 流塘村 - 西乡街道办 - 嘉华花园 - 宝安日报社 - 天骄小学 - 上合新村 - 宝安慢性病医院 - 上华村 - 大浪居委 - 新安税务所 - 新福市场 - 兴东地铁站 - 金威啤酒厂 - 留仙三路 - 长丰工业园 - 高新奇工业区 (28站)

- 回程：高新奇工业区 - 长丰工业园 - 留仙三路 - 金威啤酒厂 - 兴东地铁站 - 新福市场 - 新安税务所 - 大浪居委 - 上华村 - 上合新村 - 天骄小学 - 宝安日报社 - 嘉华花园 - 西乡街道办 - 流塘村 - 北方公司 - 北方工业区 - 建安小学 - 25区商业街 - 创业天虹商场 - 丽晶国际 - 宝安中心地铁站 - 宝安行政中心北 - 西岸花园 - 深业新岸线 - 福中福总站 (26站)

- 注意：福中福总站是西部公汽一分公司的停车场和修车厂，而总站大门道路安全隐患较大，出于安全因素考虑，故要乘坐M376路的乘客请从福中福公交站台上下客。

## 历史
- 深圳公交628路于2007年4月18日开通，628路是中南运输集团2006年在深圳市公共交通线路经营权招投标活动的中标项目之一，以中南运输集团当时购买的宇通客车ZK6926HGA运营。[1]
- 2008年，628路从中南运输集团合并到深圳西部公共汽车有限公司（第一分公司新中心区车队）。
- 2008年8月，628路当选为文明服务示范线路。[2]
- 2008年12月，西部公汽新购入未知数量的海格KLQ6920GE3来运营628路，同是部分未知数量的宇通ZK6926HGA调至396路。

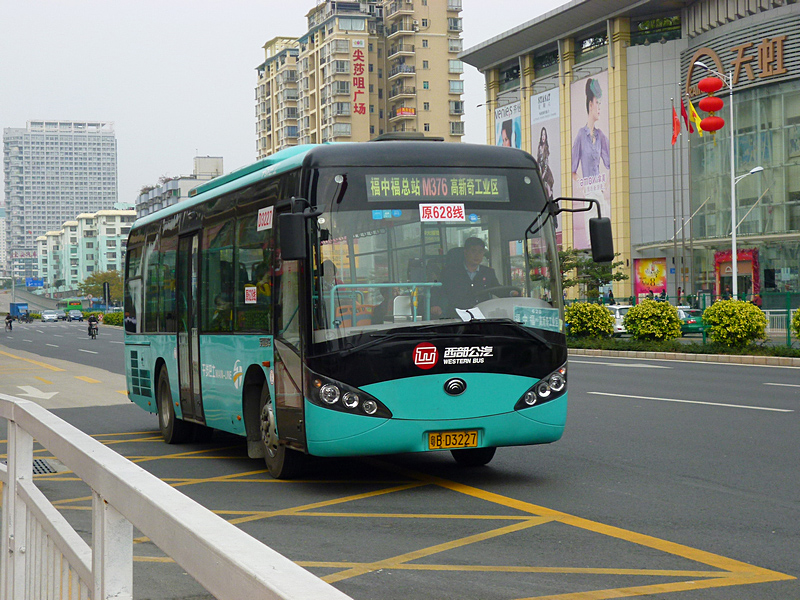
深圳公交M376路宇通客车ZK6926HGA（西部批次）

- 2009年4月，西部公汽新购入4部的新宇通客车ZK6926HGA来运营628路，但629路的五洲龙FDG6120BG的陆续报废，从628路调取3部运力（先前93字头批次的宇通ZK6926HGA）到629路运营，628路只有14部运力运营。
- 2010年8月，由于M235开线需要增加运力，就从628路调取新的宇通ZK6926HGA的其中3部车，628路只有11部车，运力不足导致等车时间受到影响。
- 2010年11月，从628路调取给M235的3部新的宇通ZK6926HGA又回到628路，自此628路有14部车继续运营，等车时间恢复正常。
- 2009年~2011年，628路连续四年当选为深圳市五星级公交线路。
- 2011年9月，由于396路（现M375路）购入28部的比亚迪CK6120LGEV，396路把4部宇通ZK6926HGA调至628路，628路公交运力增至18部车。
- 2011年12月13日开始，深圳公交628路按照深圳地鐵1號綫修建前的部分道路行驶，深圳公交628路也随之更改编号为深圳公交M376路。[3]

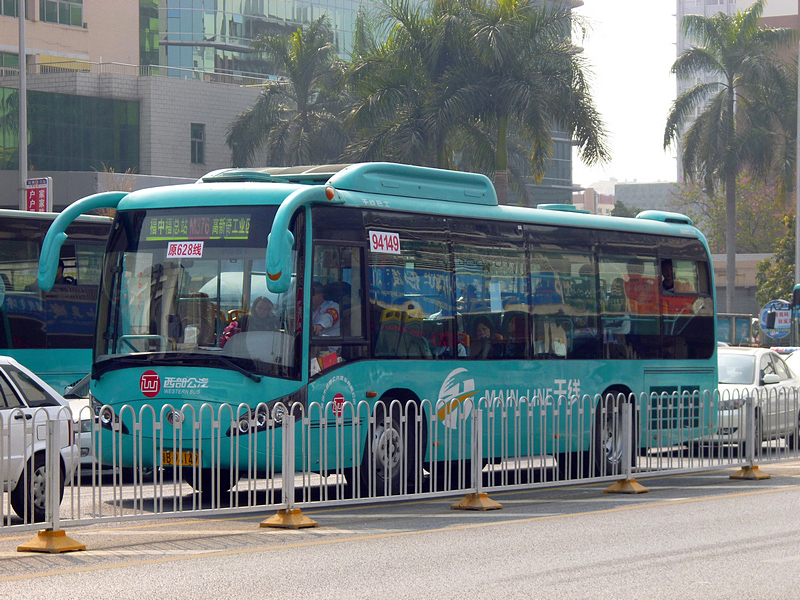
深圳公交M376路宇通客车ZK6926HGA（中南第二批次）

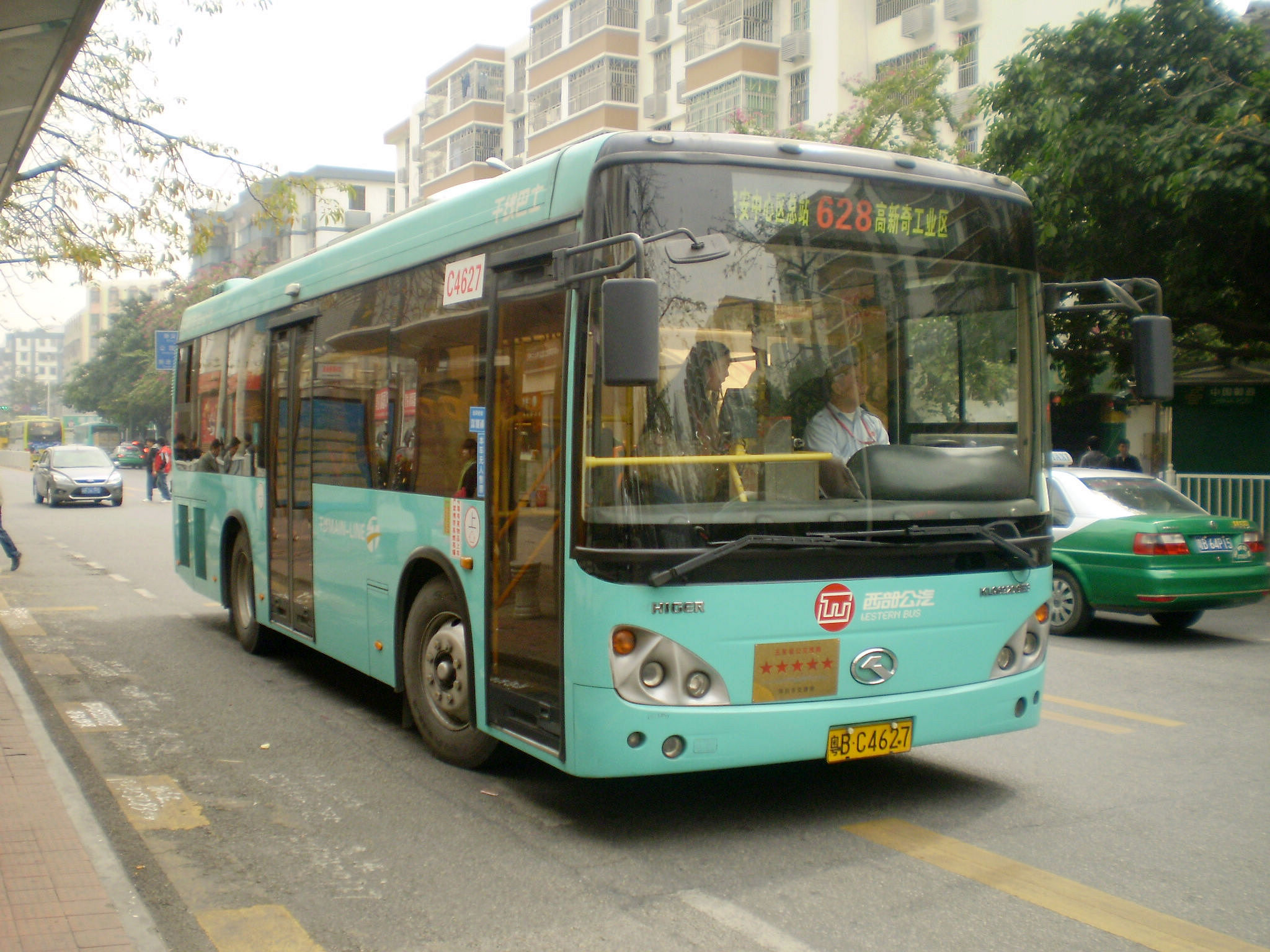
更改编号前的628路

## 资料来源
1. ↑  http://news.sohu.com/20070419/n249537101.shtml （页面存档备份，存于） 宝安新开6条公交线
2. ↑  .   [2011年2月5日]. （原始内容存档于2009年2月14日）. 6条公交线获授文明服务示范线路
3. ↑  
http://barb.sznews.com/html/2011-12/15/content_1865876.htm%5B%5D 数十条公交线路有变 
西部公汽37条线路及部分途经宝安线路月内调整完毕，请市民乘车时留意车内告示